# Promozione
La promozione, nel linguaggio del marketing e della comunicazione d'impresa, indica l'incentivo o stimolo che tende a far conoscere e apprezzare un servizio, un prodotto o un'idea.
In un famoso modello largamente utilizzato, la "promotion", nel significato di comunicazione e non di promozione (non tutta la comunicazione è promozione ma tutta la promozione è comunicazione), è una delle "quattro P" del marketing mix, cioè l'insieme di strumenti di marketing operativo che l'impresa può utilizzare per influenzare il suo mercato. Le altre "P" sono il prezzo, il prodotto e la distribuzione (placement in inglese).
Per promuovere qualcosa ci si serve di tecniche di comunicazione efficace, seguendo il famoso modello di Shannon-Weaver basato sulla relazione stimolo-risposta-feedback. Tra le 4 P del marketing mix, la comunicazione è quella che dà maggior spazio alla creatività ed è anche la più visibile.

## Piano di comunicazione
Per ogni tipo di comunicazione aziendale, i vertici sono richiamati a stilare il cosiddetto Piano di Comunicazione.
Se la comunicazione aziendale può avere vari aspetti, si parla, infatti, di comunicazione economico-finanziaria, di comunicazione di marketing, di comunicazione socioambientale. È bene ricordare che, relativamente all'elaborazione dei piani di marketing, quando si parla di comunicazione, si fa riferimento, esclusivamente, alla comunicazione commerciale (o di marketing).
Anche per l'elaborazione dei messaggi a capo di tale comunicazione è necessario elaborare un piano d'azione.
Il processo di comunicazione promozionale, nel marketing di un'impresa, si articola lungo le fasi sotto riportate:
- identificazione del pubblico-target
- definizione degli obiettivi della comunicazione
- elaborazione di una strategia di comunicazione
- definizione dei mezzi e strumenti da utilizzare
- definizione del budget
- pianificazione del mix promozionale
- creazione dei messaggi ed esecuzione (realizzazione tecnica)
- diffusione
- misurazione dei risultati conseguiti (valutazione dell'efficacia della comunicazione)
- processi di cross communication, dati dall'utilizzo contemporaneo di diversi tipi di comunicazione

## Tipi di comunicazione aziendale di marketing
Nel marketing, per diffondere il proprio messaggio, è possibile rifarsi a vari tipi di comunicazione, da quelli più personali (a due vie) a quelli più impersonali (unidirezionali). Essi sono:
- Le promozioni alle vendite
- La pubblicità
- La propaganda
- La sponsorizzazione
- Il direct marketing
- Il database marketing
- Le pubbliche relazioni
- Le vendite dirette e porta a porta (oggi limitate da diverse disposizioni di legge e solitamente comunque trattate all'interno del più ampio concetto di direct marketing)

In linea generale i detti tipi di comunicazione di marketing possono distinguersi in tipi di comunicazione:
- Basati sul rapporto one-to-one dato dai canali bidirezionali, che quindi presuppongono lo scambio comunicativo diretto tra venditore e potenziale acquirente specifico. Ciò può accadere in occasione di fiere e presentazioni (è il caso delle dimostrazioni afferenti alle promozioni alle vendite), delle visite dirette (come nel caso delle vendite porta a porta, tipo di comunicazione di marketing a sé stante, oggi assai limitata), di tutte le tecniche di direct marketing (anch'esse costituiscono un tipo di comunicazione commerciale a sé stante).
- Basati su una comunicazione di massa volta a raggiungere il numero più alto possibile di clienti potenziali: è il caso della pubblicità, della più complessa propaganda o della più specifica attività di sponsorizzazione.

Un’ulteriore differenza tra i vari tipi di comunicazione risiede su una distinzione tra comunicazioni a:
- Marketing diretto che include, secondo la definizione classica, tutte le forme di comunicazione volte a stimolare un'azione di risposta da parte del target con rapporti one-to-one o di massa, considerando essenziale il rapporto tra messaggi inviati e risposte ricevute, detto redemption. Il precipuo scopo di tale marketing è quello di conquistare nuovi segmenti di mercato
- Marketing relazionale che è invece focalizzato sulla gestione della relazione con i clienti già acquisiti, allo scopo di aumentarne la soddisfazione e la fedeltà alla marca. Tale attività, peraltro, cerca di rafforzare il rapporto positivo con ogni tipo di stakeholder.

Infine, la comunicazione sul punto vendita (Point Of Purchase) comprende espositori, materiale da vetrina, cartelli sospesi, appositi materiali da applicare al prodotto stesso o agli scaffali nella grande distribuzione, dimostrazioni tramite personale apposito e ogni altra forma di comunicazione pull e push che si svolga sul luogo di vendita del prodotto. Essa risulta molto collegata alla leva della distribuzione commerciale tramite le attività di merchandising.
Fra i vari tipi di comunicazione le pubbliche relazioni comportano l'interazione con la stampa (tramite diffusione di comunicati e conferenze stampa), con gli stakeholders (tramite la pubblicazione del bilancio), o con il pubblico in generale (pubblicazioni).

Infine, la pubblicità può essere definita come una forma di comunicazione di massa (in genere, tramite l'inserimento di comunicati commerciali sui mass media o in spazi pubblici) con il fine di modificare gli atteggiamenti dei potenziali consumatori in senso favorevole alla marca, facilitando il processo d'acquisto. Essa, sicuramente, tra i vari tipi di comunicazione di marketing riveste la maggiore importanza, comportando alti costi. Ed è sicuramente il tipo di comunicazione di marketing più adatto a rafforzare il posizionamento (percezione che il cliente ha del prodotto e/o della ditta).

## Budget promozionale
Philip Kotler riporta quattro metodi per definire il budget da destinare alla comunicazione d'impresa:
- disponibilità economica (affordable method): la somma da destinare alla promozione è quella che l'azienda può permettersi previa deduzione degli altri costi; è un metodo che però non tiene troppo in conto gli effetti della promozione sulle vendite.
- percentuale sulle vendite (percentage-of-sales): si destina alla promozione una certa percentuale sulle vendite realizzate o previste; pur essendo un metodo semplice, ha lo svantaggio di vedere le vendite come "causa" (e non "effetto") della promozione.
- parità competitiva (competitive-parity method): si fissa un investimento in linea con i budgets della concorrenza, che si suppone rappresentino il know-how collettivo; previene guerre concorrenziali.
- obiettivo da conseguire (objective-and-task method): il più logico, forza i manager a stabilire obiettivi di comunicazione precisi (objectives), le operazioni da svolgere per raggiungere tali obiettivi (tasks), nonché la stima dei costi totali.

## Media
Nell'ambito della Promozione ricade anche lo studio dei media ossia dei canali attraverso cui è possibile veicolare la comunicazione di marketing (solitamente di massa) che, a sua volta, come visto, può presentarsi sotto la forma dei tipi di cui sopra. A tal proposito viene dato un ampio spazio allo studio degli svantaggi e dei vantaggi a capo dell'utilizzo dei diversi canali per la veicolazione della comunicazione (specie di massa) tra cui, ovviamente, rivestono grossa importanza la radio, la televisione, internet, la cartellonistica, la posta diretta, i quotidiani, i rotocalchi, il volantinaggio.
Resta inteso, però, che per talune forme di comunicazione di marketing risulta essenziale usare anche canali di veicolazione diversi. Per il direct marketing, ad esempio, non essendo prevista una comunicazione di massa ma una comunicazione più di tipo one-to-one, assumono particolare importanza, a livello di veicolazione del messaggio, i social network, i siti aziendali, le chat, i forum e, naturalmente, la telefonia.